# Alain Fuchs
Alain Hubert Jean Fuchs (Lausana, 10 de abril de 1953-8 de diciembre de 2024) fue un profesor de química francosuizo, especializado en simulaciones moleculares, en la Universidad Pierre-et-Marie-Curie y director general y presidente del Centre national de la recherche scientifique.

## Biografía
Nacido en Suiza, pasó su infancia y adolescencia en África por desplazamientos a causa del trabajo de su padre. Residió en el Zaire, Katanga, Costa de Marfil y Sudáfrica. Ya de nuevo en Lausana logró el título de ingeniero químico en la École polytechnique fédérale de Lausanne en 1975, para posteriormente doctorarse en Francia, en la Universidad Paris-Sud en 1983.
En 2006 se convirtió en el director de Chimie ParisTech (École nationale supérieure de chimie de Paris). Fue nombrado director general de CNRS el 21 de enero de 2010 y renovado de nuevo en el año 2014. También es editor de la revista científica Molecular Simulation desde el año 1998 y de la Physical Chemistry Chemical Physics.
Fue nombrado Caballero de la Orden de las Palmas Académicas en 1996, FRSC de la Royal Society of Chemistry, Caballero de la Legión de Honor en 2010, Oficial de la Orden Nacional del Mérito, Oficial de la Orden Nacional de Quebec, es miembro del consejo de administración de la International adsorption society y de la Academia Europæa.